# تقتشر أباد (كاهشنغ)
تقتشر أباد (بالإنجليزية: Taqcharabad)‏ هي مستوطنة تقع في إيران في قسم كاهشنغ الريفي. يقدر عدد سكانها بـ 8 نسمة .